# Elettrotreno ST ETR 340
L'elettrotreno ETR 340 (ed ETR 343) di Sistemi Territoriali è un elettrotreno per il servizio regionale costruito dalla Stadler Rail, appartenente alla famiglia FLIRT, e dalla Ansaldo.
Si tratta di una serie di elettrotreni a 4 casse, utilizzati originariamente per il servizio suburbano in Veneto.
Gli elettrotreni vennero ordinati da ST a Stadler nel 2006, in previsione di servizi sulla rete RFI.
Al 2023 tutti i convogli appartengono a Infrastrutture Venete e sono dati a nolo a Trenitalia che li utilizza per il servizio regionale.

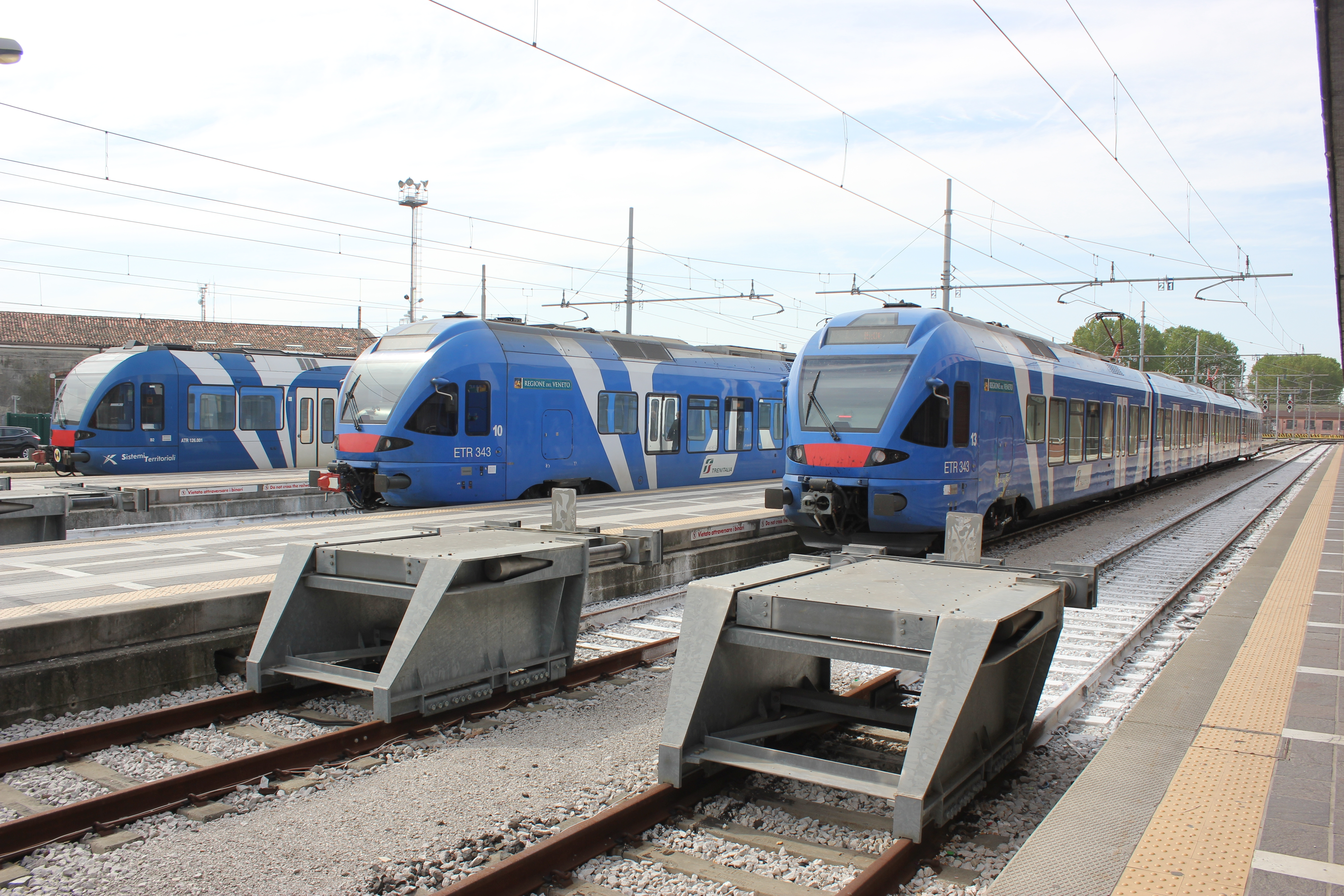
Due ETR 343 (Trenitalia) e un ATR 126 (Sistemi Territoriali) a Venezia Santa Lucia.

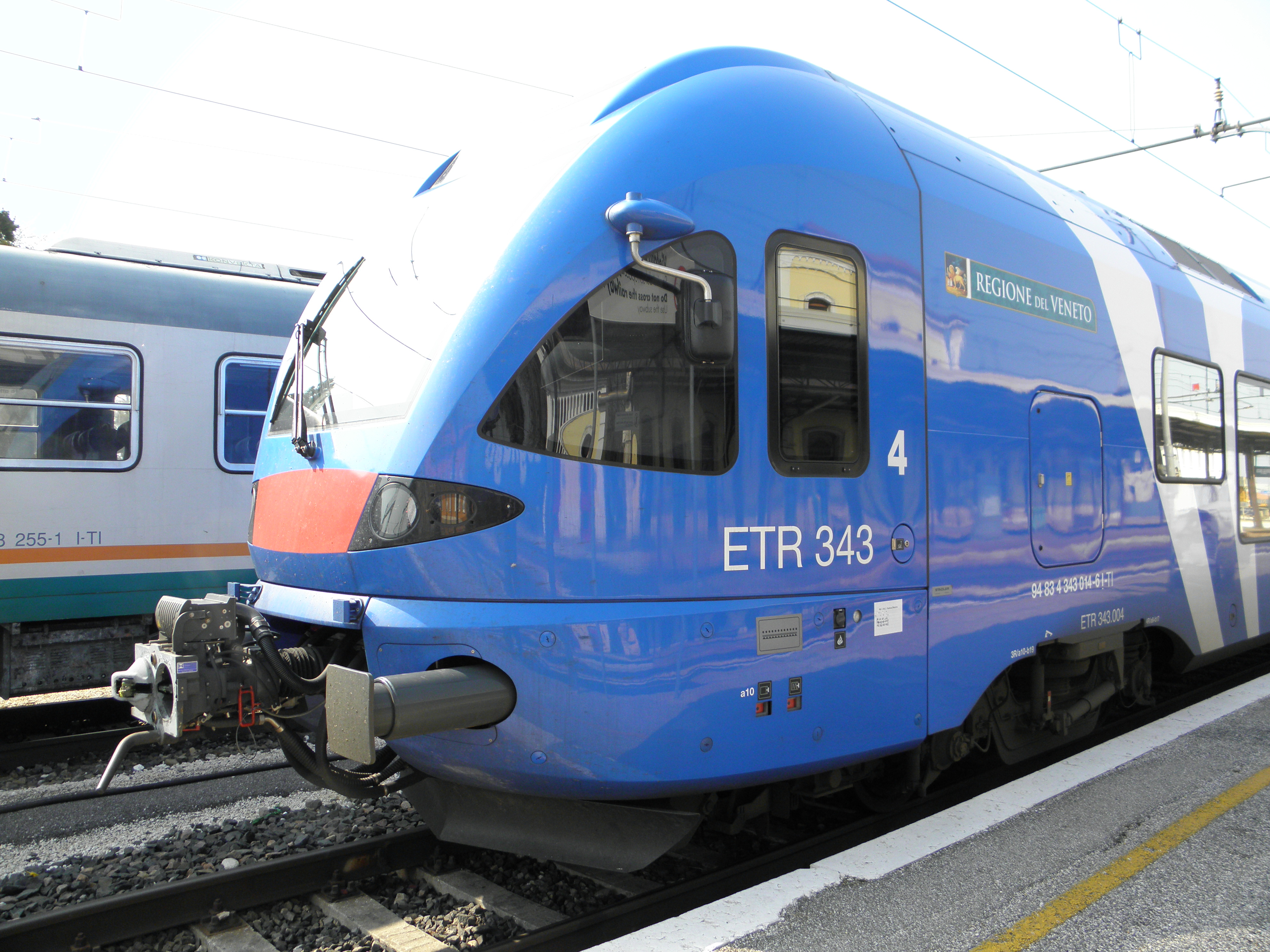
Dettaglio di una delle estremità dell’ETR 343.004.